# خوان مانوئل واسکوئز (بازیکن فوتبال)
خوان مانوئل واسکوئز (انگلیسی: Juan Manuel Vázquez؛ زادهٔ ۲۵ ژوئیهٔ ۱۹۹۴) بازیکن فوتبال اهل آرژانتین است.